# Vincent - Una vita dopo l'altra
Vincent - Una vita dopo l'altra (Deuxième vie) è un film del 2000 diretto da Patrick Braoudé.